# 2021년 동계 유니버시아드
제30회 동계 유니버시아드는 2021년 12월 11일부터 12월 21일까지 스위스 루체른에서 열릴 예정이었던 동계 유니버시아드 대회이다.
국제 대학 스포츠 연맹(FISU)은 2016년 3월 5일에 스위스 루체른은 2021년 동계 유니버시아드 개최 도시로 선정했다. 원래는 2021년 1월 21일부터 1월 31일까지 열릴 예정이었으나 2020년 11월 6일에 국제 대학 스포츠 연맹이 코로나19 범유행의 여파로 인하여 해당 대회를 연기한다고 결정했다. 그러나 2021년 11월에 SARS-CoV-2 오미크론 변이 대유행이 전 세계적으로 일어나게 되고 2021년 11월 29일에는 스위스 연방 정부가 대유행에 따른 여행 제한 조치를 내렸다. 이에 따라 국제 대학 스포츠 연맹은 해당 대회의 개최를 취소한다고 결정했다.